# Östra Vemmerlövs landskommun
Östra Vemmerlövs landskommun var en tidigare kommun i dåvarande Kristianstads län.

## Administrativ historik
Kommunen bildades i Vemmerlövs socken i Järrestads härad i Skåne när 1862 års kommunalförordningar trädde i kraft. Namnet var före 17 april 1885 Vemmerlövs landskommun.
Vid kommunreformen 1952 uppgick kommunen i Tommarps landskommun som 1969 uppgick i Simrishamns stad som 1971 ombildades till Simrishamns kommun.

## Politik

### Mandatfördelning i Östra Vemmerlövs landskommun 1938-1946
| 7 | 13 |

| 19 |

| 9 | 11 |

| 19 |

| 7 | 13 |

| 19 |